# (200053) 2008 PK6
(200053) 2008 PK6 es un asteroide perteneciente al cinturón de asteroides, descubierto el 2 de agosto de 2008 por el equipo del Eygalayes desde Eygalayes, Francia.

## Designación y nombre
Designado provisionalmente como 2008 PK6.

## Características orbitales
2008 PK6 está situado a una distancia media del Sol de 2,427 ua, pudiendo alejarse hasta 2,972 ua y acercarse hasta 1,882 ua. Su excentricidad es 0,224 y la inclinación orbital 2,049 grados. Emplea 1381,62 días en completar una órbita alrededor del Sol.

## Características físicas
La magnitud absoluta de 2008 PK6 es 17,5.